# Hiša Bratovščine črnoglavcev
Hiša Bratovščine črnoglavcev (latvijsko Melngalvju nams) na mestnem trgu latvijske prestolnice Riga (latvijsko Rīga) je bila prvič omenjena v dokumentih leta 1334 kot Nova hiša Velikega ceha. Za sestanke je služila tako trgovcem kot pretežno nemškim državljanom. Ustreza podobnim dvorcem, zgrajenim v drugih mestih v tistem času. Hiša, zgrajena v gotskem slogu, je ustrezala srednjeveški hiši s svojo strmo dvokapno streho, katere greben je dosegel impresivno višino 27 metrov. Dvokapno pročelje stavbe, bogato okrašeno s skulpturami in reliefi, ki je bilo preurejeno v manierističnem slogu na podlagi nizozemsko-flamskih cehovskih hiš, je po svoji verni obnovi spet simbol in ena glavnih znamenitosti Rige.

## Izvor imena
Bratovščina črnoglavcev je nastala iz Bratovščine svetega Jurija, ki je delovala konec 13. stoletja. Združila je mlade, neporočene tuje trgovce, ki so živeli v Rigi, ne da bi imeli mestne državljanske pravice. Na začetku je bil sveti Jurij (zaščitnik vitezov in bojevnikov) zavetnik te zaveze. Pozneje se je tega lotil sveti Mavricij, katerega simbol, glava Mavra, je bil uporabljen v grbu Črnoglavcev. Ohranjeni so statuti iz leta 1416. Podjetje ima še vedno sedež v Bremnu, njegovi člani pa se še vedno držijo starih pravil. Riški svet je leta 1447 najel Paradno dvorano v zgornjem nadstropju hiše. Ime Hiša črnoglavcev je bilo uvedeno leta 1687, toda šele 1713 je hiša prešla v njihovo last.

## Uničenje in obnova
Hiša Bratovščine črnoglavcev je bila uničena v drugi svetovni vojni 29. junija 1941 z granatiranjem nemških čet, ko je bila Riga zajeta . Leta 1948 je bila preostala ruševina razstreljena zaradi hudih poškodb, a tudi zaradi ideoloških razlogov.
Območje je bilo vključeno v znatno razširjeni Rathausmarkt- trg pred mestno hišo - ki je bilo do leta 1993 nerazvito. V pripravi na 800-letnico mesta je bila stavba v sedmih letih (1993–1999) zvesto obnovljena. Na ta način je bil v preteklosti dosežen 'dogovor' med Črnoglavci in Rigo v znak priznanja stoletnemu razmerju.
Med obnovo Hiše Bratovščine črnoglavcev je bila klet, ki so jo med rušenjem napolnili, očiščena ostankov stavbe. Številne podrobnosti so bile shranjene in so zdaj spet razstavljene v kleti.
Gradbeni kompleks vključuje tudi sosednjo Švabsko hišo in skladišče Modre straže. Med Hišo Bratovščine črnoglavcev in mestno hišo stoji simbol mestne svobode – kip Rolanda z riškim grbom in mečem.
Poleg mestnih prireditvenih prostorov je v Hiši Bratovščine črnoglavcev tudi turistična pisarna mesta Riga in kavarna.

## Napisi na fasadi
- Nad uro: »ANNO 1334 - RENOV. ANNO 1999«
- Leva stran, pod skulpturo leva: »PRAVIČNEGA BOG LJUBI IN SPOŠTUJE, NJEGOV ROD BLAGOSLAVLJA IN POVEČUJE.«
- Desna stran, pod skulpturo leva: »DELOVATI PROTI ZAKONU IN VESTI, PREOBRNE BOŽJI BLAGOSLOV V PREKLETSTVO.«
- Nad okni v 2. nadstropju: "MELNGALVJU NAMS TIKA SAGRAUTS 1941. GADĀ.

PILSĒTAS ASTOŅSIMTGADEI PAR GODU NAMU UZ VECAJIEM PAMATIEM NO JAUNA UZCĒLA RĪGAS PILSĒTA. "
v prevodu: »Hiša Bratovščine črnoglavcev je bila uničena leta 1941. V počastitev 800-letnice mesta je mesto Riga prezidalo hišo.«

## Okras na fasadi
Vremenska zastava Sveti Jurij, ki se bori proti zmaju je na vrhu konice na zatrepu. Neposredno pod njim na zatrepu je relief kralja Artusa z žezlom in kroglo. Levo od njega na pročelju je lev s ščitom, desno od njega pa cvetni grm z galebom.
Pod reliefom kralja Artusa stoji astronomska ura. Izdelal jo je leta 1626 mojstrski urar Matis kot Calendarium perpetuum ('Večni koledar'). Poleg faz lune, zodiakalnih znakov in ure prikazuje tudi datum in dan v tednu. Trenutna ura je replika, narejena v Regensburgu.
Pod uro so mestni grbi hanzeatskih mest Riga, Bremen, Lübeck in Hamburg. Varujejo jih levi na desni in levi.
Pod grbom najdemo skulpture Neptuna, alegorije harmonije in miru ter skulpture Merkurja.
Na obeh dvokapnih straneh sosednje Švabske hiše so postavljene figure landsknehtov.
V spodnjem delu pročelja so še vedno: lev, riški grb, grb družbe Črnoglavcev, dva zavetnika Marija in Mavricij, mestni grb Talina in Tartuja ter skulptura svetega Jurija, ki se bori proti zmaju.

## Notranjost
Znotraj Hiše Bratovščine črnoglavcev je soba mejnega grofa, v kateri je predsedoval splošnim popivanjem, ki so bila običajna v cehu in pri Črnoglavcih. V kabinetu in arhivski sobi Bratovščine in v muzeju je veliko število eksponatov in posojenih predmetov iz latvijskih, nemških in ruskih muzejev o Bratovščini.
Doprsni kipi Johanna Sebastiana Bacha, Georga Friedricha Händla, Josepha Haydna, Wolfganga Amadeusa Mozarta, Ludwiga van Beethovna, Franza Schuberta, Richarda Wagnerja in Johannesa Brahmsa so nameščeni v vhodu v Veliko dvorano. Februarja 1830 je Anna Pauline Milder-Hauptmann prvič zapela pevsko sceno Franca Schuberta Pastir na skali.
Velika plesna dvorana s površino 330 m² je bila povrnjena v nekdanjo slavo, z vsemi stenskimi in stropnimi okraski ter slikami švedskih kraljev Gustava Adolfa II., Karla XI. in Karla XII., kraljice Kristine, ruske carice Katarina II., carja Petra I. in velikega kneza Pavla I.
Dvorana Lübeck s površino 120 m² meji neposredno na Veliko festivalsko dvorano. Krasi jo panorama Lübecka.
Na voljo sta tudi salon in latvijska dvorana.